# Gerhard Domagk
Gerhard Domagk tên đầy đủ là Gerhard Johannes Paul Domagk (30.10.1895 – 24.4.1964) là một nhà bệnh lý học và vi sinh học người Đức, đã phát hiện ra Sulfonamidochrysoidine (KI-730) – một thuốc kháng sinh đầu tiên có thể buôn bán (tiếp thị dưới tên Prontosil) – do đó ông được nhận giải Nobel Sinh lý và Y khoa năm 1939.

## Cuộc đời và sự nghiệp
Domagk sinh tại Lagow, Brandenburg, là con của một hiệu trưởng trường học. Trước khi 14 tuổi, ông đi học ở Sommerfeld (nay là Lubsko, Ba Lan). Sau đó Domagk học y học ở Đại học Kiel, nhưng tình nguyện nhập ngũ làm lính trong thời Chiến tranh thế giới thứ nhất, và bị thương trong tháng 12 năm 1914. Ông vẫn tiếp tục phục vụ trong quân đội với tư cách lính cứu thương cho tới hết chiến tranh.
Sau chiến tranh, ông học tiếp cho tới khi tốt nghiệp rồi làm việc ở Đại học Greifswald, nơi ông nghiên cứu các bệnh nhiễm trùng do vi khuẩn gây ra. Năm 1925, ông theo giáo sư Walter Gross tới Đại học Münster (WWU) và sau đó trở thành giáo sư ở đây. Ông cũng bắt đầu làm việc ở các phòng thí nghiệm của hãng dược phẩm Bayer tại Wuppertal.
Ông được bổ nhiệm làm giám đốc "Viện Bệnh lý và Vi khuẩn học Bayer" (Bayer’s Institute of Pathology and Bacteriology), và tiếp tục các nghiên cứu của Josef Klarer và Fritz Mietzsch, dựa trên các công trình của Paul Ehrlich, để sử dụng các thuốc nhuộm (dye), thời đó là một sản phẩm chính của IG Farben, dùng như thuốc kháng sinh.
Ông tìm ra sulfonamide Prontosil, loại thuốc có công hiệu chống lại khuẩn liên cầu (streptococcus), và điều trị chính con gái mình bằng thuốc này, cứu con khỏi bị cưa một cánh tay.
Năm 1939, Domagk đoạt giải Nobel Sinh lý và Y khoa cho công trình phát hiện này, dược phẩm đầu tiên có hiệu lực chống lại các bệnh nhiễm trùng. Ông bị chính phủ Đức quốc xã buộc phải khước từ giải này và bị Gestapo bắt giam trong một tuần lễ. (Sở dĩ vậy là do người chỉ trích chế độ Quốc xã Carl von Ossietzky đã đoạt giải Nobel Hòa bình năm 1935, như vậy đã chọc tức chính phủ Đức thời đó, dẫn tới kết quả là luật cấm các người mang quốc tịch Đức không được phép nhận giải Nobel.) Sulfonamides đã trở thành một vũ khí cách mạng thời đó, vượt qua liệu pháp thực bào (phage therapy), nhưng sau này bị penicillin thay thế, thứ thuốc tỏ ra vừa hiệu lực vừa ít phản ứng phụ bất lợi (sulfonamides có thể gây ra các sỏi thận và các thay đổi trong tủy xương). Công trình của Domagk về các sulfonamides cuối cùng đã dẫn tới việc phát triển các thuốc chống lao "thiosemicarbazone" và isoniazid, đã giúp cho việc kiềm chế nạn dịch lao, căn bệnh đã lan khắp châu Âu sau Chiến tranh thế giới thứ hai.
Sau chiến tranh, năm 1947, cuối cùng Domagk đã có thể nhận giải Nobel, nhưng không được nhận tiền thưởng, vì phần tiền của giải thưởng đã bị hết hạn.
Ông trở thành FRS năm 1959 và bản tiểu sử ngắn của ông được Royal Society ấn hành năm 1964.
 Ông thay đổi mục tiêu nghiên cứu, tập trung vào bệnh lao và liệu pháp hóa trị chemotherapy chống bệnh ung thư.

## Đời tư
Năm 1925, ông kết hôn với Gertrud Strübe. Họ có ba con trai và một con gái.
Ông tiếp tục sống và làm việc ở Wuppertal. Domagk từ trần tại Burgberg gần Königsfeld, Schwarzwald ngày 24.4.1964.